# Resa mot okänt mål
Resa mot okänt mål  o también titulado Resa Mot Okänt Mål es el primer álbum debut y álbum de estudio de la banda sueca de rock: Kebnekajse, El álbum fue lanzado originalmente cuando el grupo inicialmente se llamaba Kebnekaise.
Se considera el álbum actualmente como material de culto. a pesar de que tuvo un éxito de forma independiente.
Las remasterizaciones del álbum, incluida la remasterización del 2001, fueron hechos por los productores: Anders Lind y Bengt Göran Staaf.

## Sonido
El sonido del álbum puede describirse de varias formas, abordando desde el hard rock, rock progresivo, rock psicodélico, rock cómico (debido a una pequeña sonoridad de comedia en sus canciones) y también con sonidos del rock experimental.

## Lista de canciones
Todas las canciones escritas y compuestas por Kebnekajse. 
| Resa mot okänt mål |                           |          |  |
| N.º                | Título                    | Duración |  |
| 1.                 | «Tänk på livet»           | 05:00    |  |
| 2.                 | «Frestelser i stan»       | 04:48    |  |
| 3.                 | «Orientens Express»       | 02:07    |  |
| 4.                 | «Resa mot okänt mål»      | 07:15    |  |
| 5.                 | «Jag älskar sommaren»     | 10:50    |  |
| 6.                 | «Förberedelser till fest» | 03:37    |  |
| 7.                 | «Kommunisera!»            | 05:15    |  |
| 38:52              |                           |          |  |

## Personal
- Kenny Håkansson - vocal, guitarra
- Rolf Scherrer - guitarra
- Bella Linnarsson - bajo
- Pelle Ekman - batería

### Personal adicional
Vocales de apoyo colaboradores en algunos sencillos del álbum:
- Gunnar Andersson
- Mats Glenngård
- Pelle Lindström
- Thomas Netzler